# Rudarstvo u Namibiji
Rudarstvo u Namibiji daje najveći doprinos gospodarstvu Namibije u smislu prihoda, s 25% prihoda. Njegov doprinos za bruto domaći proizvod (10,4% u 2009.) također je vrlo važan, što ga čini jednim od najvećih gospodarskih sektora u zemlji. 
U 2006. godini, porasla je proizvodnja mangana, dijamanata i fluorita za 158%, 24% i 15%, u usporedbi s onom iz 2005., a dogodio se pad proizvodnje bakra, olova, wollastonita, i cinka. Porast proizvodnje mangana rezultat je širenja proizvodnje u obnovljenom rudniku "Purity". 
Vlada Namibije potiče istraživanje i razvoj privatnog sektora u skladu sa smjernicama navedenima u dokumentu iz 2003. godine: "Rudarska politika Namibije." 
Veći rudarski projekti financiraju se preko domaćih i međunarodnih investitora, a lokalni investitori uključeni su u manje projekte osobito u sektoru poludragog kamena.
Namibija proizvodi 8% svjetske proizvodnje urana (6. u svijetu) i 2% svjetske proizvodnje dijamanata (8. u svijetu).